# Brassia
Brassia là một chi thực vật có hoa trong họ Lan.

## Các loài
Danh sách các loài đến tháng 5 năm 2014:
- Brassia allenii L.O.Williams ex C.Schweinf. - Honduras, Panama
- Brassia andina (Rchb.f.) M.W.Chase - Colombia, Ecuador, Peru
- Brassia andreettae (Dodson) Senghas in F.R.R.Schlechter - Ecuador
- Brassia angusta Lindl. - Venezuela, Guyana, northern Brazil
- Brassia angustilabia Schltr. - Panama, Brazil (Amazonas)
- Brassia arachnoidea Barb.Rodr. - Rio de Janeiro
- Brassia arcuigera Rchb.f. - Honduras, Costa Rica, Panama, Colombia, Venezuela, Ecuador, Peru
- Brassia aurantiaca (Lindl.) M.W.Chase - Colombia, Venezuela, Ecuador
- Brassia aurorae D.E.Benn. - Peru
- Brassia bennettiorum (Dodson) Senghas in F.R.R.Schlechter - Peru
- Brassia bidens Lindl. - Venezuela, Guyana, northern Brazil
- Brassia bowmanii (Rchb.f.) M.W.Chase - Colombia
- Brassia brachypus Rchb.f. - Ecuador, Peru, Bolivia
- Brassia brevis (Kraenzl.) M.W.Chase - Colombia, Ecuador
- Brassia brunnea Archila - Guatemala
- Brassia caudata (L.) Lindl. - Mexico, Central America, Florida, Greater Antilles, Trinidad, northern South America
- Brassia cauliformis C.Schweinf. - Peru
- Brassia chloroleuca Barb.Rodr. - Guyana, French Guiana, Brazil
- Brassia chlorops Endrés & Rchb.f. - Nicaragua, Costa Rica, Panama
- Brassia cochleata Knowles & Westc. - northern South America
- Brassia cyrtopetala Schltr. - Colombia
- Brassia diphylla (H.R.Sweet) M.W.Chase - Colombia
- Brassia dresslerorum Archila - Guatemala
- Brassia ecuadorensis (Garay) M.W.Chase - Ecuador
- Brassia endresii (Kraenzl.) ined. (syn Solenidium endresii Kraenzl.) - Central America
- Brassia escobariana Garay - Colombia
- Brassia euodes Rchb.f. - Colombia, Ecuador, Peru
- Brassia farinifera Linden & Rchb.f. - Ecuador
- Brassia filomenoi Schltr. - Peru
- Brassia forgetiana Sander - Peru, Brazil, Venezuela
- Brassia garayana M.W.Chase - Ecuador, Peru
- Brassia gireoudiana Rchb.f. & Warsz. - Costa Rica, Panama
- Brassia glumacea Lindl. - Colombia, Venezuela, Ecuador, Peru
- Brassia glumaceoides M.W.Chase - Colombia, Venezuela
- Brassia horichii (I.Bock) M.W.Chase - Costa Rica, Panama
- Brassia huebneri Schltr. - French Guiana, Brazil
- Brassia iguapoana Schltr. - Brazil (Amazonas)
- Brassia incantans (Rchb.f.) M.W.Chase - Colombia, Ecuador, Peru
- Brassia jipijapensis Dodson & N.H.Williams - Ecuador (Manabí)
- Brassia keiliana Rchb.f. ex Lindl. - Colombia, Venezuela, Guyana
- Brassia koehlerorum Schltr. - Peru
- Brassia lanceana Lindl. - Panama, Trinidad & Tobago, northern South America
- Brassia macrostachya Lindl. - Venezuela, Guyana
- Brassia maculata R.Br. in W.T.Aiton - Mexico, Central America, Cuba, Jamaica
- Brassia mendozae (Dodson) Senghas in F.R.R.Schlechter - Ecuador
- Brassia minutiflora (Kraenzl.) M.W.Chase - Colombia
- Brassia neglecta Rchb.f. - Guyana, Venezuela, Bolivia, Colombia, Ecuador, Peru
- Brassia ocanensis Lindl. - Venezuela, Bolivia, Colombia, Ecuador, Peru
- Brassia panamensis (Garay) M.W.Chase - Panama
- Brassia pascoensis D.E.Benn. & Christenson - Peru
- Brassia peruviana Poepp. & Endl. - Peru
- Brassia pozoi (Dodson & N.H.Williams) Senghas in F.R.R.Schlechter - Ecuador, Peru
- Brassia pumila Lindl. - Guyana, Venezuela, French Guiana, Colombia, Peru, Brazil
- Brassia rhizomatosa Garay & Dunst - Venezuela, Peru
- Brassia rolandoi (D.E.Benn. & Christenson) M.W.Chase - Peru
- Brassia signata Rchb.f - Peru, Bolivia, Oaxaca, Guerrero
- Brassia suavissima Pupulin & Bogarín - Costa Rica
- Brassia sulphurea (Rchb.f.) M.W.Chase - Venezuela
- Brassia thyrsodes Rchb.f. - Bolivia
- Brassia transamazonica D.E.Benn. & Christenson - Peru
- Brassia verrucosa Bateman ex Lindl. - Mexico, Central America, Venezuela, Brazil
- Brassia villosa Lindl. - Guyana, Venezuela, Brazil
- Brassia wageneri Rchb.f. - Guyana, Venezuela, Brazil, Colombia, Peru
- Brassia warszewiczii Rchb.f. - Ecuador

## Các chi lai
- ×Alexanderara (Brassia x Cochlioda x Odontoglossum x Oncidium)
- ×Aliceara (Brassia x Miltonia x Oncidium)
- ×Bakerara (Brassia x Miltonia x Odontoglossum x Oncidium)
- ×Banfieldara (Ada x Brassia x Odontoglossum)
- ×Beallara (Brassia x Cochlioda x Miltonia x Odontoglossum)
- ×Brapasia (Aspasia x Brassia)
- ×Brassada (Ada x Brassia)
- ×Brassidium (Brassia x Oncidium)
- ×Brassioda (Brassia x Cochlioda)
- ×Brassochilus (Brassia x Leochilus)
- ×Brilliandeara (Aspasia x Brassia x Cochlioda x Miltonia x Odontoglossum x Oncidium)
- ×Crawshayara (Aspasia x Brassia x Miltonia x Oncidium)
- ×Degarmoara (Brassia x Miltonia x Odontoglossum)
- ×Derosaara (Aspasia x Brassia x Miltonia x Odontoglossum)
- ×Duggerara (Ada x Brassia x Miltonia)
- ×Eliara (Brassia x Oncidium x Rodriguezia)[3]
- ×Forgetara (Aspasia x Brassia x Miltonia)
- ×Goodaleara (Brassia x Cochlioda x Miltonia x Odontoglossum x Oncidium)
- ×Hamiltonara (Ada x Brassia x Cochlioda x Odontoglossum)
- ×Johnkellyara (Brassia x Leochilus x Oncidium x Rodriguezia)
- ×Maclellanara (Brassia x Odontoglossum x Oncidium)
- ×Miltassia (Brassia x Miltonia)
- ×Norwoodara (Brassia x Miltonia x Oncidium x Rodriguezia)
- ×Odontobrassia (Brassia x Odontoglossum)
- ×Pettitara (Ada x Brassia x Oncidium)
- ×Roccaforteara (Aspasia x Brassia x Cochlioda x Odontoglossum)
- ×Rodrassia (Brassia x Rodriguezia)
- ×Rohriara (Ada x Aspasia x Brassia)
- ×Sanderara (Brassia x Cochlioda x Odontoglossum)
- ×Sauledaara (Aspasia x Brassia x Miltonia x Oncidium x Rodriguezia)
- ×Schafferara (Aspasia x Brassia x Cochlioda x Miltonia x Odontoglossum)
- ×Shiveara (Aspasia x Brassia x Odontoglossum x Oncidium)
- ×Wingfieldara (Aspasia x Brassia x Odontoglossum)

## Hình ảnh

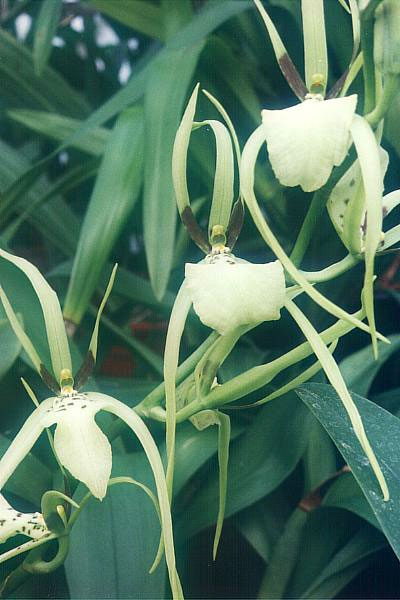
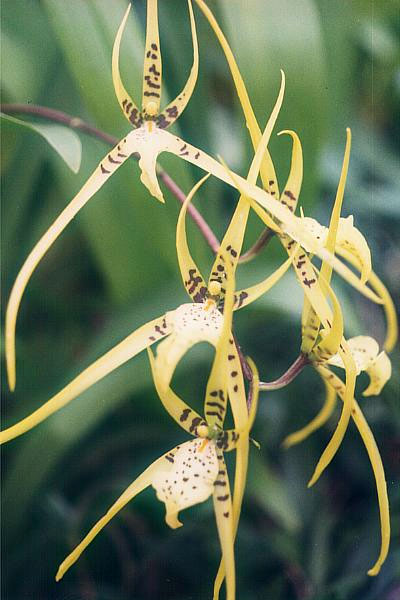
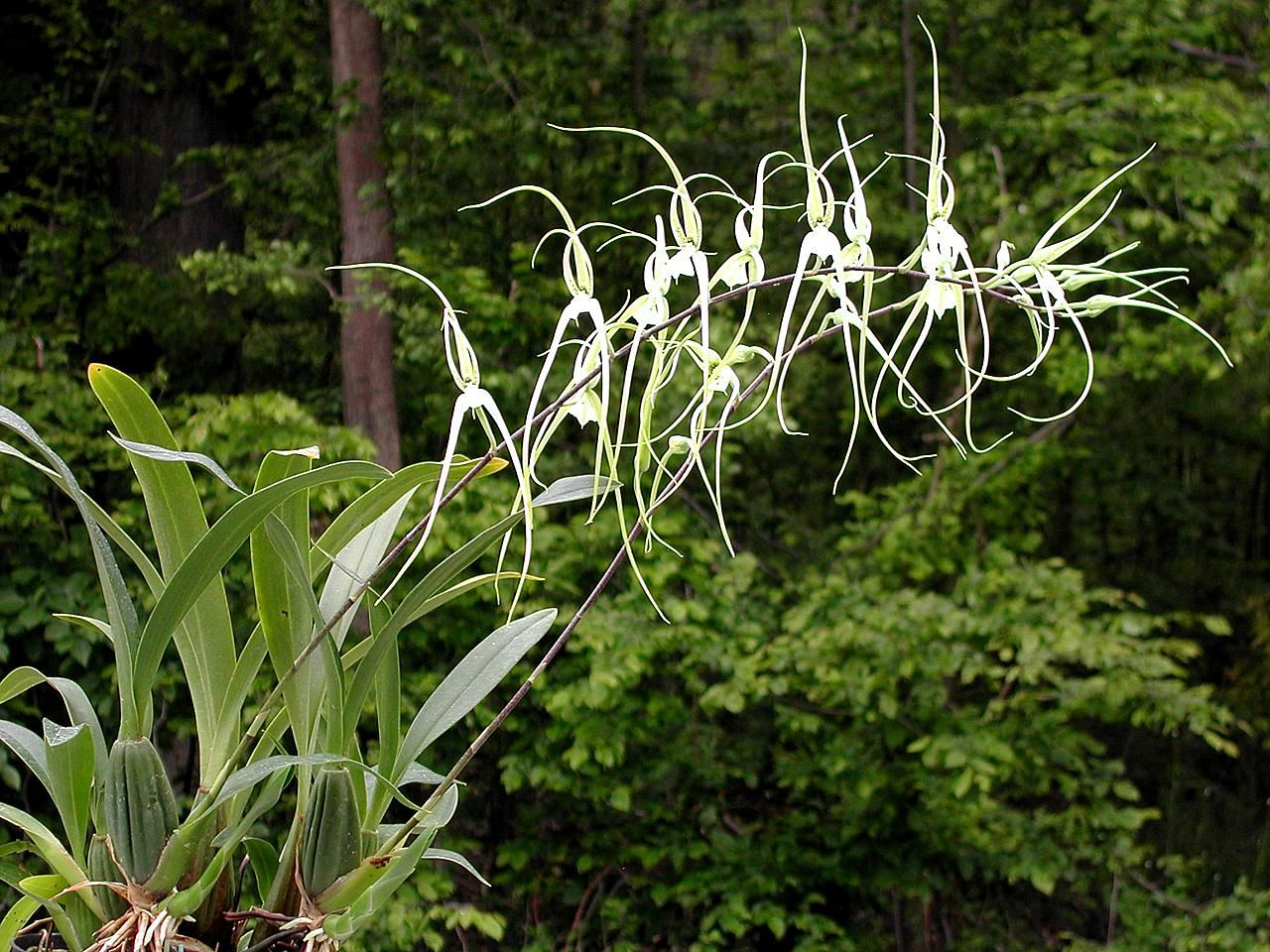